# Eastwest.FM
eastwest.FM – trzeci album studyjny polskiej grupy muzycznej EastWest Rockers. Wydawnictwo ukazało się 8 października 2011 roku nakładem wytwórni muzycznej Karrot Kommando. 

## Lista utworów
1. Kontakt
2. Na imprezę (feat. Konshens)
3. Kawałek szczęścia
4. Nie ma miejsca jak dom
5. Stare dobre dni
6. Oczy wpatrzone w cel
7. Ile jeszcze serc
8. Mentalne getto
9. Tak niewiele czasu
10. Sen
11. EastWest ambasada
12. Kiedy wchodzimy
13. Purpurowa mgła (feat. Jahdan Blakkamoore)
14. Loop
15. Będę na pewno (utwór ukryty w Loop)